# Liste der Inseln von Tonga

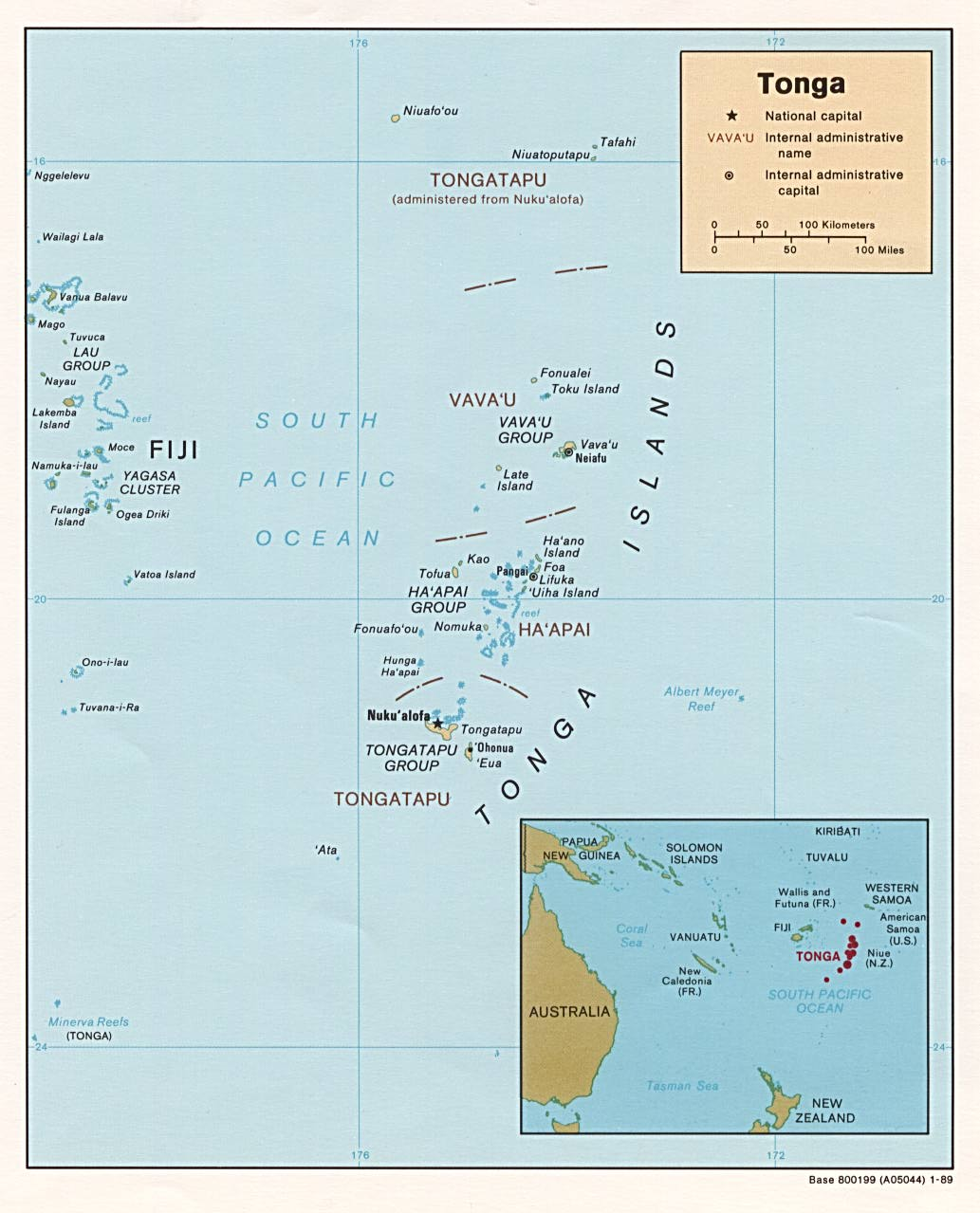
Karte von Tonga

Die Liste der Inseln von Tonga beinhaltet die größten und wichtigsten sowie alle 36 bewohnten der insgesamt 169 Inseln im Königreich Tonga.
| Inselgruppe | Archipel      | Hauptinsel(n)  | Bevölkerung 2011 |
| ----------- | ------------- | -------------- | ---------------- |
| Haʻapai     | Lifuka        | Fatumanongi    |                  |
| Haʻapai     | Lifuka        | Foa            | 729              |
| Haʻapai     | Lifuka        | Fotuhaʻa       | 131              |
| Haʻapai     | Lifuka        | Hakauata       |                  |
| Haʻapai     | Lifuka        | Haʻano         | 115              |
| Haʻapai     | Lifuka        | Kao            |                  |
| Haʻapai     | Lifuka        | Lifuka         |                  |
| Haʻapai     | Lifuka        | Limu           |                  |
| Haʻapai     | Lifuka        | Lofanga        | 120              |
| Haʻapai     | Lifuka        | Luahoko        |                  |
| Haʻapai     | Lifuka        | Luangahu       |                  |
| Haʻapai     | Lifuka        | Meama          |                  |
| Haʻapai     | Lifuka        | Moʻungaʻone    | 92               |
| Haʻapai     | Lifuka        | Niniva         |                  |
| Haʻapai     | Lifuka        | Nukupule       |                  |
| Haʻapai     | Lifuka        | Ofolanga       |                  |
| Haʻapai     | Lifuka        | Tofua          |                  |
| Haʻapai     | Lifuka        | Uoleva         |                  |
| Haʻapai     | Lifuka        | Uonukuhahake   |                  |
| Haʻapai     | Lifuka        | ʻUiha          | 415              |
| Haʻapai     | Lulunga       | Fakahiku       |                  |
| Haʻapai     | Lulunga       | Fetoa          |                  |
| Haʻapai     | Lulunga       | Fonuaika       |                  |
| Haʻapai     | Lulunga       | Foua           |                  |
| Haʻapai     | Lulunga       | Haʻafeva       | 261              |
| Haʻapai     | Lulunga       | Kito           |                  |
| Haʻapai     | Lulunga       | Kotu           | 178              |
| Haʻapai     | Lulunga       | Lekeleka       |                  |
| Haʻapai     | Lulunga       | Luanamo        |                  |
| Haʻapai     | Lulunga       | Matuku         | 109              |
| Haʻapai     | Lulunga       | Nukulei        |                  |
| Haʻapai     | Lulunga       | Pepea          |                  |
| Haʻapai     | Lulunga       | Putuputua      |                  |
| Haʻapai     | Lulunga       | Teaupa         |                  |
| Haʻapai     | Lulunga       | Tokulu         |                  |
| Haʻapai     | Lulunga       | Tungua         | 232              |
| Haʻapai     | Lulunga       | ʻOʻua          |                  |
| Haʻapai     | ʻOtu Muʻomuʻa | Fetokopunga    |                  |
| Haʻapai     | ʻOtu Muʻomuʻa | Fonoifua       | 82               |
| Haʻapai     | ʻOtu Muʻomuʻa | Hunga Haʻapai  |                  |
| Haʻapai     | ʻOtu Muʻomuʻa | Hunga Tonga    |                  |
| Haʻapai     | ʻOtu Muʻomuʻa | Kelefesia      |                  |
| Haʻapai     | ʻOtu Muʻomuʻa | Lalona         |                  |
| Haʻapai     | ʻOtu Muʻomuʻa | Mango          | 50               |
| Haʻapai     | ʻOtu Muʻomuʻa | Nomuka         | 477              |
| Haʻapai     | ʻOtu Muʻomuʻa | Nomuka iki     |                  |
| Haʻapai     | ʻOtu Muʻomuʻa | Nuku           |                  |
| Haʻapai     | ʻOtu Muʻomuʻa | Nukufaiau      |                  |
| Haʻapai     | ʻOtu Muʻomuʻa | Nukutula       |                  |
| Haʻapai     | ʻOtu Muʻomuʻa | Tau            |                  |
| Haʻapai     | ʻOtu Muʻomuʻa | Tele-ki-Vavaʻu |                  |
| Haʻapai     | ʻOtu Muʻomuʻa | Tele-ki-Tonga  |                  |
| Haʻapai     | ʻOtu Muʻomuʻa | Tonumea        |                  |
| Ongo Niua   |               | Niuafoʻou      | 523              |
| Ongo Niua   |               | Niuatoputapu   | 759              |
| Tongatapu   |               | Minerva        |                  |
| Tongatapu   |               | Tongatapu      | 75136            |
| Tongatapu   |               | ʻAta           | 4                |
| Tongatapu   |               | ʻEua Iki       | 87               |
| Tongatapu   |               | ʻAtatā         | 189              |
| Tongatapu   |               | ʻEua           | 5016             |
| Vavaʻu      |               | Aʻa            |                  |
| Vavaʻu      |               | Faioa          |                  |
| Vavaʻu      |               | Fangasito      |                  |
| Vavaʻu      |               | Fatumanga      |                  |
| Vavaʻu      |               | Fonuafoʻou     |                  |
| Vavaʻu      |               | Fonualei       |                  |
| Vavaʻu      |               | Fonuaʻunga     |                  |
| Vavaʻu      |               | Fonuaʻoneʻone  |                  |
| Vavaʻu      |               | Fuaʻamotu      |                  |
| Vavaʻu      |               | Hakaufasi      |                  |
| Vavaʻu      |               | Hunga          | 229              |
| Vavaʻu      |               | Kapa           | 69               |
| Vavaʻu      |               | Katofanga      |                  |
| Vavaʻu      |               | Kenutu         |                  |
| Vavaʻu      |               | Lape           | 24               |
| Vavaʻu      |               | Late           |                  |
| Vavaʻu      |               | Lekeleka       |                  |
| Vavaʻu      |               | Luahiapo       |                  |
| Vavaʻu      |               | Lualoli        |                  |
| Vavaʻu      |               | Luatafito      |                  |
| Vavaʻu      |               | Luaʻafuleheu   |                  |
| Vavaʻu      |               | Luaʻatofuaʻa   |                  |
| Vavaʻu      |               | Luaʻui         |                  |
| Vavaʻu      |               | Mafana         |                  |
| Vavaʻu      |               | Maninita       |                  |
| Vavaʻu      |               | Moʻunu         |                  |
| Vavaʻu      |               | Muʻomuʻa       |                  |
| Vavaʻu      |               | Nuapapu        | 135              |
| Vavaʻu      |               | Ofu            | 161              |
| Vavaʻu      |               | Ovaka          | 85               |
| Vavaʻu      |               | Ovalau         |                  |
| Vavaʻu      |               | Pangaimotu     | 661              |
| Vavaʻu      |               | Sisia          |                  |
| Vavaʻu      |               | Tahifehifa     |                  |
| Vavaʻu      |               | Taula          |                  |
| Vavaʻu      |               | Taunga         | 39               |
| Vavaʻu      |               | Tokū           |                  |
| Vavaʻu      |               | Totokafonua    |                  |
| Vavaʻu      |               | Totokamaka     |                  |
| Vavaʻu      |               | Tuʻungasika    |                  |
| Vavaʻu      |               | Vakaʻeitu      |                  |
| Vavaʻu      |               | Vavaʻu         |                  |
| Vavaʻu      |               | ʻEueiki        |                  |
| Vavaʻu      |               | ʻEuakafa       |                  |
| Vavaʻu      |               | ʻOloʻua        |                  |
| Vavaʻu      |               | ʻOto           |                  |
| Vavaʻu      |               | ʻUmuna         |                  |
| Vavaʻu      |               | ʻUtungake      |                  |